# Kila&Babsie
Kila&Babsie is een dichtersduo uit Nederland dat bestaat uit Kila van der Starre (1988) en Babette Zijlstra (1988). De twee kennen elkaar uit Ede, waar ze allebei op het Marnix College zaten. In 2005 trad het duo voor het eerst op met poëzie, tijdens een open podium in Cultura in Ede.

## Optredens
In 2006 won het duo de regiofinale van de Kunstbende in Gelderland en later de landelijke finale in de categorie Taal. Hun poëzie, die ze altijd samen voordragen, wordt stereopoëzie genoemd. Kila&Babsie traden onder meer op bij Onbederf'lijk Vers, de Parade, Sunsation, Dichters in de Prinsentuin, Mind The Gap, Stukafest, Car Art Festival, Crossing Border, In Vervoering, Het Park Vertelt en Wintertuin. Ook geven Kila&Babsie poëzieworkshops op middelbare scholen, in bibliotheken en op evenementen.

### Poetry slam
Het dichtersduo nam veel deel aan poetry slams en won af en toe de publieks- en/of juryprijs. In 2010 stond het duo in de halve finale van het NK Poetry Slam in Utrecht.

## Publicaties
Hun werk werd onder andere gepubliceerd in NRC Handelsblad, Meander, de Poëziekrant, Krakatau, Op Ruwe Planken en PoëziepuntGL.

### Debuutbundel
In 2009 kwam Kila&Babsie's debuutbundel Stereo uit bij Uitgeverij Keeshond. De eerste druk bestond uit 75 handgemaakte boeken. In 2010 verscheen de tweede druk, met een oplage van 500. Stereo bevat meer dan veertig gedichten, een hoofdstuk Categorisering met lijsten over het dichtersduo (manieren waarop hun namen verkeerd zijn gespeld, alle plaatsen in Nederland waar ze hebben opgetreden, alle locaties waar ze hebben opgetreden, het minimaal en maximaal aantal personen voor wie ze ooit hebben opgetreden etc.), foto's, krantenknipsels, kritisch commentaar, lovende woorden en een CD met opnames van hun stereopoëzie met altvioliste Almut Krauss.

## Herman van Veen
In 2011 gaf Herman van Veen aan teksten van Kila&Babsie te zingen in zijn theaterprogramma Herman van Veen (2010-2011). Zowel het gedicht Ken je dat? als het gedicht Kleine Zwaluw maakten deel uit van het programma. Kleine Zwaluw vindt Herman van Veen "verbluffend mooi".